# WTA Mumbai Open 2017 - Doppio
Il doppio del WTA Mumbai Open 2017 è stato un torneo di tennis facente parte del WTA 125k 2017.
Nina Bratčikova e Oksana Kalashnikova erano le detentrici dell'edizione del 2012, ma Bratčikova non disputa gare ufficiali dal 2014. Kalashnikova ha fatto coppia con Veronika Kudermetova, perdendo nei quarti di finale contro Beatrice Gumulya e Ana Veselinović.
In finale Victoria Rodríguez e Bibiane Schoofs hanno sconfitto Dalila Jakupovič e Irina Khromacheva col punteggio di 7–5, 3–6, [10–7].

## Teste di serie
1. Oksana Kalashnikova /  Veronika Kudermetova (quarti di finale)
2. Dalila Jakupovič /  Irina Khromacheva (finale)

1. Cornelia Lister /  Arina Rodionova (primo turno)
2. Julia Glushko /  Priscilla Hon (semifinale)

## Wildcard
1. Riya Bhatia /  Natasha Palha (primo turno)

## Tabellone

### Legenda
| - Q = Qualificato - WC = Wild card - LL = Lucky loser | - ALT = Alternate - SE = Special Exempt - PR = Protected Ranking | - w/o = Walkover - r = Ritirato - d = Squalificato |

|  | Primo turno | Primo turno                  | Primo turno                  | Primo turno | Primo turno |  |  | Quarti di finale | Quarti di finale             | Quarti di finale             | Quarti di finale          | Quarti di finale          |   |   | Semifinali              | Semifinali              | Semifinali              | Semifinali                | Semifinali |   |     | Finale | Finale | Finale | Finale | Finale |  |
|  |             |                              |                              |             |             |  |  |                  |                              |                              |                           |                           |   |   |                         |                         |                         |                           |            |   |     |        |        |        |        |        |  |
|  | 1           | O Kalashnikova V Kudermetova | O Kalashnikova V Kudermetova | 6           | 6           |  |  |                  |                              |                              |                           |                           |   |   |                         |                         |                         |                           |            |   |     |        |        |        |        |        |  |
|  | WC          | R Bhatia N Palha             | R Bhatia N Palha             | 1           | 2           |  |  | 1                | O Kalashnikova V Kudermetova | O Kalashnikova V Kudermetova | 0                         | 1                         |   |   |                         |                         |                         |                           |            |   |     |        |        |        |        |        |  |
|  |             | A Morgina C Zhao             | 7                            | 1           | [7]         |  |  |                  | B Gumulya A Veselinović      | B Gumulya A Veselinović      | 6                         | 6                         |   |   |                         |                         |                         |                           |            |   |     |        |        |        |        |        |  |
|  |             | B Gumulya A Veselinović      | 5                            | 6           | [10]        |  |  |                  |                              |                              |                           |                           |   |   | B Gumulya A Veselinović | B Gumulya A Veselinović | B Gumulya A Veselinović | 62                        | 4          |   |     |        |        |        |        |        |  |
|  | 3           | C Lister Ar Rodionova        | C Lister Ar Rodionova        | 2           | 5           |  |  |                  |                              | V Rodríguez B Schoofs        | V Rodríguez B Schoofs     | V Rodríguez B Schoofs     | 7 | 6 |                         |                         |                         |                           |            |   |     |        |        |        |        |        |  |
|  |             | E Wacanno Y Wickmayer        | E Wacanno Y Wickmayer        | 6           | 7           |  |  |                  | E Wacanno Y Wickmayer        | E Wacanno Y Wickmayer        | 4                         | 64                        |   |   |                         |                         |                         |                           |            |   |     |        |        |        |        |        |  |
|  |             | R Bhosale A Raina            | R Bhosale A Raina            | 4           | 3           |  |  |                  | V Rodríguez B Schoofs        | V Rodríguez B Schoofs        | 6                         | 7                         |   |   |                         |                         |                         |                           |            |   |     |        |        |        |        |        |  |
|  |             | V Rodríguez B Schoofs        | V Rodríguez B Schoofs        | 6           | 6           |  |  |                  |                              |                              |                           |                           |   |   |                         | V Rodríguez B Schoofs   | 7                       | 3                         | [10]       |   |     |        |        |        |        |        |  |
|  |             | J Namigata P Plipuech        | J Namigata P Plipuech        | 6           | 6           |  |  |                  |                              |                              |                           |                           |   |   |                         |                         | 2                       | D Jakupovič I Khromacheva | 5          | 6 | [7] |        |        |        |        |        |  |
|  |             | V Ivakhnenko S Sharipova     | V Ivakhnenko S Sharipova     | 1           | 4           |  |  |                  | J Namigata P Plipuech        | J Namigata P Plipuech        | 65                        | 3                         |   |   |                         |                         |                         |                           |            |   |     |        |        |        |        |        |  |
|  |             | H Kuwata P Thombare          | H Kuwata P Thombare          | 2           | 3           |  |  | 4                | J Glushko P Hon              | J Glushko P Hon              | 7                         | 6                         |   |   |                         |                         |                         |                           |            |   |     |        |        |        |        |        |  |
|  | 4           | J Glushko P Hon              | J Glushko P Hon              | 6           | 6           |  |  |                  |                              |                              |                           |                           |   |   | 4                       | J Glushko P Hon         | J Glushko P Hon         | 3                         | 2          |   |     |        |        |        |        |        |  |
|  |             | K Thandi P Yadlapalli        | K Thandi P Yadlapalli        | 6           | 7           |  |  |                  |                              | 2                            | D Jakupovič I Khromacheva | D Jakupovič I Khromacheva | 6 | 6 |                         |                         |                         |                           |            |   |     |        |        |        |        |        |  |
|  |             | N Bains F Stollár            | N Bains F Stollár            | 3           | 5           |  |  |                  | K Thandi P Yadlapalli        | K Thandi P Yadlapalli        | 4                         | 2                         |   |   |                         |                         |                         |                           |            |   |     |        |        |        |        |        |  |
|  |             | K Palkina L Zhang            | K Palkina L Zhang            | 2           | 0           |  |  | 2                | D Jakupovič I Khromacheva    | D Jakupovič I Khromacheva    | 6                         | 6                         |   |   |                         |                         |                         |                           |            |   |     |        |        |        |        |        |  |
|  | 2           | D Jakupovič I Khromacheva    | D Jakupovič I Khromacheva    | 6           | 6           |  |  |                  |                              |                              |                           |                           |   |   |                         |                         |                         |                           |            |   |     |        |        |        |        |        |  |